# Hlinaia (Grigoriopol)
Hlinaia (in russo Глиное)  è una città della Moldavia controllato dalla autoproclamata repubblica di Transnistria. È compreso nel distretto di Grigoriopol ed ha 1.160 abitanti (dato 2008)
| Controllo di autorità | VIAF (EN) 130504251 · LCCN (EN) no98090604 |